# باسمة
بولا الترك اسمها الفني باسمة (1 يوليو 1973-)، مغنية لبنانية معتزلة.

## حياتها الأسرية
تزوجت باسمة من مدير أعمالها إيلي جبيلي ولديها طفلان غايا وجورج.

## مشوارها الفني
بدأت مشوارها في العام 1998 بإطلاق عدة أغاني منفردة «وشوشني حبيبي سمعني كلام» و«في قربك وبعدك حياتي عشانك»
.
انطلاقتها الفعلية كانت مع المغني والملحن اللبناني مروان خوري الذي بدأ يكتب الأغاني ويلحنها عندما أطلقت البومها الأول «ذوبني ذوب». في عام 1999》 قامت بإنتاج عمل فني مع مروان خوري بعنوان «كاسك حبيبي» وحقق نجاحا كبيرا. بعد ذلك وقعت باسمة عقدا مع شركة روتانا استمرت باسمة بالعمل مع مروان خوري في ألبومها الثاني «عندي سؤال» وفي ألبومها الثالث «عيني يا مو». وقد حقق كلا الألبومين نجاحا كبيرا.
بعد ذلك غنت أغنية «اطلع فيي» وقامت بغناء هذه الأغنية بشكل منفصل عن مروان خوري. كانت باسمة لا تزال تحضر لألبومها وبقيت الأغنية غير مصورة وغير منشورة. بعد ذلك أنجبت مما دعاها إلى الإختفاء عن الساحة الفنية لفترة. بعد فترة شعر مروان خوري كاتب الأغنية بأن الأغنية قد تم التخلي عنها من قبل باسمة فأعطاها للمغنية اللبنانية كارول سماحة وحققت نجاحا كبيرا معها خاصة بعد أن قامت بتصويرها مع المخرجة اللبنانية نادين لبكي
شعرت بحزن شديد وبخيبة أمل من مروان خوري بعد ما فعله مما أدى إلى توقف العمل بين الإثنين منذ ذلك الحين. و مع ذلك لا تزال باسمة تمدح أعمال مروان خوري وأدائه الفني وأعربت عن أنها ممكن أن تعمل معه مجددا. في عام 2004 أصدرت باسمة ألبومها الثالث «شو رجعك» والذي أعادها للأضواء مجددا بعد فترة غياب عن الساحة الفنية.
من أهم الأعمال التي قامت بها الفنانة باسمة هو التعامل مع الملحن اللبناني سمير صفير. هذا الملحن أعجب بقدرات باسمة الصوتية وعمل معها. في عام 2005 نزل البوم باسمة «شو عبالي» والذي حقق نجاح كبير في الوطن العربي. احتوى الألبوم على ستة أغاني، أربعة منها لحنها صفير وحققت مبيعات كبيرة. «شو عبالي» كانت نجاحا كبيرا وقد تم نشرها في كل الراديوات والقنوات العربية المحلية. بعد ثلاث سنوات أصدرت ألبوما بعنوان «حلم الطيور» وقد عملت أيضا مع سمير في ذلك الألبوم.
شاركت في لجنة حكم برنامج مواهب الأطفال TalenTeen على ال بي سي في العام 2013 وبرنامج شكلك مش غريب على إم بي سي عام 2014 وأبرزت مواهباً في التقليد والغناء بثلاث لغات.
- أطلقت عدة أغاني منفردها منها رجعلي الأمل من كلمات وألحان وتوزيع المنتج الموسيقي جورج مارتينوس وشاركها بالغناء التوأم جورج والآن مارتينوس عام 2015 وجرحك عندي عام 2016 من كلمات منير بو عساف وألحان بلال الزين .[5]

## إعتزالها
في 17 فبراير 2020 أعلنت اعتزال الغناء. بعد نشرها على تعليقاً قائلة:

## الألبومات
| العام | الألبوم    | المنتج                  |
| ----- | ---------- | ----------------------- |
| 1999  | ذوبني ذوب  | ميوزيك بوكس انترناشونال |
| 2001  | عندي سؤال  | روتانا                  |
| 2003  | عيني يامو  | روتانا                  |
| 2004  | شو رجعك    | روتانا                  |
| 2005  | شو عبالي   | روتانا                  |
| 2008  | حلم الطيور | روتانا                  |

## أغاني مصورة
| الأغنية                                | المخرج      | المنتج                  |
| -------------------------------------- | ----------- | ----------------------- |
| آخر حكاية                              | يونس قطيفان | ميوزيك بوكس انترناشونال |
| ذوبني ذوب                              | باسم كريستو | روتانا                  |
| عندي سؤال                              | وليد ناصيف  | روتانا                  |
| عيني يا مو،                            | ميرنا خياط  | روتانا                  |
| توبي يا عين                            | سليم الترك  | روتانا                  |
| شو رجعك                                | سليم الترك  | روتانا                  |
| شو عبالي                               | وليد ناصيف  | روتانا                  |
| حلم الطيور                             | اوليفر عجيل | روتانا                  |
| رجعلي الأمل بمشاركة "الأخوين مارتينوس" | رامي حداد   | إنتاج خاص               |

## أغاني منفردة
- 2015: رجعلي الأمل
- 2016: جرحك عندي